# العلاقات النمساوية الجنوب إفريقية
العلاقات النمساوية الجنوب أفريقية هي العلاقات الثنائية التي تجمع بين النمسا وجنوب أفريقيا.

## مقارنة بين البلدين
هذه مقارنة عامة ومرجعية للدولتين:
| وجه المقارنة                                              | النمسا                                                    | جنوب أفريقيا |
| --------------------------------------------------------- | --------------------------------------------------------- | --- |
| المساحة (كم2)                                             | 83.86 ألف                                                 | 1.22 مليون |
| عدد السكان (نسمة)                                         | 8.81 مليون                                                | 57.73 مليون |
| الكثافة السكانية (ن./كم²)                                 | 105.06                                                    | 47.32 |
| العاصمة                                                   | فيينا                                                     | بريتوريا، بلومفونتين، كيب تاون |
| اللغة الرسمية                                             | اللغة الألمانية، لغة الإشارة النمساوية ‏                   | لغة إنجليزية، اللغة الأفريقانية، اللغة النديبلي الجنوبية، اللغة السوثو الشمالية، اللغة السوتية، لغة سوازي، اللغة التسونجا، اللغة التسوانية، اللغة الفيندية، اللغة الكوسية، اللغة الزولوية |
| العملة                                                    | يورو، شلن نمساوي، رايخ مارك، شلن نمساوي                   | راند جنوب أفريقي |
| الناتج المحلي الإجمالي (بليون دولار)                      | 416.60 مليار                                              | 349.42 مليار |
| الناتج المحلي الإجمالي (تعادل القوة الشرائية) بليون دولار | 426.99 مليار                                              | 725.91 مليار |
| الناتج المحلي الإجمالي الاسمي للفرد دولار أمريكي          | 43.77 ألف                                                 | 5.72 ألف |
| الناتج المحلي الإجمالي للفرد دولار أمريكي                 | 47.68 ألف                                                 | 13.05 ألف |
| مؤشر التنمية البشرية                                      | 0.885                                                     | 0.666 |
| رمز المكالمات الدولي                                      | +43                                                       | +27 |
| رمز الإنترنت                                              | .at                                                       | .za |
| المنطقة الزمنية                                           | توقيت وسط أوروبا، ت ع م+01:00، ت ع م+02:00، أوروبا/فيينا ‏ | ت ع م+02:00، أفريقيا/جوهانسبرغ ‏ |

## منظمات دولية مشتركة
يشترك البلدان في عضوية مجموعة من المنظمات الدولية، منها:
| علم المنظمة | اسم المنظمة                        | تاريخ انضمام النمسا | تاريخ انضمام جنوب أفريقيا |
| ----------- | ---------------------------------- | ------------------- | ------------------------- |
|             | مؤسسة التنمية الدولية              | 28 يونيو 1961       | 12 أكتوبر 1960            |
|             | نظام تحكم تكنولوجيا القذائف        | 1991                | 1995                      |
|             | وكالة ضمان الاستثمار متعدد الأطراف | 16 ديسمبر 1997      | 10 مارس 1994              |
|             | يونسكو                             | 13 أغسطس 1948       | 4 نوفمبر 1946             |
|             | الأمم المتحدة                      | 14 ديسمبر 1955      | 7 نوفمبر 1945             |
|             | الفريق المعني برصد الأرض           | ?                   | ?                         |
|             | الاتحاد البريدي العالمي            | ?                   | ?                         |
|             | البنك الدولي للإنشاء والتعمير      | 27 أغسطس 1948       | 27 ديسمبر 1945            |
|             | الاتحاد الدولي للاتصالات           | 1866                | 1910                      |
|             | منظمة حظر الأسلحة الكيميائية       | ?                   | ?                         |
|             | مؤسسة التمويل الدولية              | 28 سبتمبر 1956      | 3 أبريل 1957              |
|             | منظمة التجارة العالمية             | ?                   | 1995                      |
|             | مجموعة الموردين النوويين           | ?                   | ?                         |
|             | منظمة الشرطة الجنائية الدولية      | ?                   | ?                         |
|             | البنك الإفريقي للتنمية             | ?                   | ?                         |

## أعلام
هذه قائمة لبعض الشخصيات التي تربطها علاقات بالبلدين:
- فريديريك ويليم دي كليرك (سياسي جنوب أفريقي، 18 مارس 1936[22][23] – )
- مادلين ماسون (كاتبة جنوب أفريقية، 23 أبريل 1912[24] – 23 أغسطس 2007[24])
- مايكل فينديش (سبّاح نمساوي، 9 أغسطس 1976 – )

## وصلات خارجية
- موقع وزارة الخارجية النمساوية
- موقع وزارة الخارجية الجنوب أفريقية